# Heterolinyphia secunda
Espèce
Heterolinyphia secunda est une espèce d'araignées aranéomorphes de la famille des Linyphiidae.

## Distribution
Cette espèce est endémique du Bhoutan. Elle se rencontre à Dochu La vers 3 150 m d'altitude.

## Description
Heterolinyphia secunda mesure de 3,9 à 4,8 mm.

## Publication originale
- Thaler, 1999 : Heterolinyphia secunda n. sp. aus Bhutan (Araneae, Linyphiidae). Linzer biologische Beiträge, vol. 31, no 2, p. 987-991 (texte intégral).